# 1865년 에이브러햄 링컨 대통령 취임식
에이브러햄 링컨의 두 번째 대통령 취임식은 1865년 3월 4일 토요일 워싱턴 D.C.의 미국 국회의사당 동쪽 주랑에서 열렸다. 이 취임식은 20번째 미국 대통령 취임식이었으며, 에이브러햄 링컨의 두 번째이자 마지막 대통령 임기와 앤드루 존슨의 첫 미국의 부통령 임기가 시작되었음을 알렸다. 링컨은 이 임기 시작 후 42일 만에 암살되었고, 존슨이 대통령직을 승계했다. 대법원장 새먼 P. 체이스가 대통령 취임 선서를 집행했다. 이 취임식은 아프리카계 미국인이 취임식 퍼레이드에 참가한 첫 취임식이었고, 1833년 제2차 앤드루 잭슨 취임식 이후 30여 년 만에 두 번째 임기를 시작한 첫 대통령 취임식이었다.

## 미디어 보도
이 취임식은 광범위하게 사진 촬영된 첫 취임식이었고, 그 사진들은 이후 상징적인 이미지가 되었다. 한 사진에는 링컨을 나중에 암살할 존 윌크스 부스가 찍힌 것으로 널리 알려져 있다.
19세기의 미국 시인이라고 할 수 있는 월트 휘트먼은 공화당 성향의 뉴욕 타임즈를 위해 취임식을 보도했다.

## 취임 연설
링컨은 자신의 연설이 당시 특별히 잘 받아들여지지 않았다고 생각했지만, 지금은 미국 역사상 가장 훌륭한 연설 중 하나로 널리 평가된다. 역사가 마크 놀은 이를 "미국인들이 세상에서 자신들의 위치를 인식하는 몇 안 되는 준성스러운 텍스트 중 하나"로 평가했다.

국민 여러분.
대통령직 선서를 하기 위한 두 번째 자리에 이렇게 나타나게 되었으니, 첫 번째 때보다 긴 연설을 할 필요는 없습니다. 그때는 앞으로 나아갈 길에 대한 다소 자세한 설명이 적절하고 타당해 보였습니다. 이제 4년이 지난 지금, 국가의 관심과 에너지를 여전히 사로잡는 위대한 대결의 모든 지점과 단계에 대해 계속해서 공식적인 선언이 요구되었으므로, 새로운 것을 제시할 여지는 거의 없습니다. 다른 모든 것이 주로 의존하는 우리 군대의 진전은 저뿐만 아니라 대중에게도 잘 알려져 있으며, 저는 그것이 모든 이들에게 합리적으로 만족스럽고 고무적이라고 믿습니다. 미래에 대한 높은 희망을 가지고, 그것에 대한 어떤 예측도 감히 하지 않겠습니다.
4년 전 이 자리에 상응하는 자리에서는 모든 생각이 임박한 내전으로 향했습니다. 모두가 그것을 두려워했고, 모두가 그것을 피하려고 했습니다. 취임 연설이 이 자리에서 전적으로 전쟁 없이 연방을 구하는 데 전념하여 전달되는 동안, 반란군 요원들은 전쟁 없이 연방을 파괴하려 했으며—협상을 통해 연방을 해체하고 효과를 분할하려고 했습니다. 양측 모두 전쟁을 비난했지만, 한쪽은 국가가 살아남는 것보다 전쟁을 *하려* 했고, 다른 쪽은 국가가 망하는 것보다 전쟁을 *받아들이려* 했으며, 그리하여 전쟁이 일어났습니다.
전체 인구의 8분의 1은 유색 노예였는데, 이들은 연방 전체에 널리 퍼져 있지 않고 남부에 집중되어 있었습니다. 이 노예들은 독특하고 강력한 이익을 구성했습니다. 모두가 이 이익이 어찌 되었든 전쟁의 원인이라는 것을 알았습니다. 이 이익을 강화하고 영속시키며 확장하는 것이 반란군이 전쟁을 통해서라도 연방을 찢으려 한 목적이었고, 정부는 그 영토 확장을 제한하는 것 이상으로 할 권리를 주장하지 않았습니다. 어느 쪽도 전쟁이 이미 달성한 규모나 지속 기간을 예상하지 못했습니다. 어느 쪽도 갈등의 원인이 갈등 자체가 끝나면서 또는 그 이전에 끝날 수 있다고 예상하지 못했습니다. 각자는 더 쉬운 승리와 덜 근본적이고 놀라운 결과를 기대했습니다. 양측 모두 같은 성경을 읽고 같은 하나님께 기도하며, 각자는 상대방에게 대항하여 하나님의 도움을 구합니다. 어떤 사람들이 정의로운 하나님의 도움을 감히 구하며 다른 사람들의 땀으로 빵을 얻으려 한다는 것이 이상하게 보일 수도 있지만, 우리가 판단받지 않도록 판단하지 맙시다. 양측의 기도가 모두 응답될 수는 없었습니다. 어느 쪽의 기도도 완전히 응답되지 않았습니다. 전능하신 분은 자신의 목적을 가지고 계십니다. "범죄로 인해 세상에 화가 있을지어다; 범죄는 반드시 와야 하지만, 범죄를 저지르는 그 사람에게 화가 있을지어다." 만약 우리가 미국 노예제가 하나님의 섭리 안에서 반드시 와야 했으나, 그분이 정하신 시간이 계속된 후 이제 그분이 제거하시기를 원하시는 범죄 중 하나라고 가정한다면, 그리고 그분이 범죄를 저지른 자들에게 응당 받을 화로서 이 끔찍한 전쟁을 남북 모두에게 주신다고 가정한다면, 우리는 살아계신 하나님을 믿는 자들이 항상 그분에게 돌리는 신성한 속성에서 어떤 이탈을 발견할 수 있을까요? 우리는 이 강력한 전쟁의 재앙이 속히 지나가기를 간절히 바라고, 열렬히 기도합니다. 그러나 만약 하나님께서 노예의 250년 무보수 노동으로 쌓인 모든 부가 가라앉고, 채찍으로 흘린 모든 피 한 방울이 칼로 흘린 다른 피로 갚아질 때까지 전쟁이 계속되기를 원하신다면, 3천 년 전에 말해졌듯이 여전히 "주의 심판은 진실되고 의롭다"고 말해야 합니다.

아무에게도 악의를 품지 않고, 모두에게 자비를 베풀며, 하나님께서 우리에게 옳음을 보게 하시는 대로 옳음 안에서 굳건히 나아가, 우리가 하고 있는 일을 완수하고, 국가의 상처를 치유하며, 전투에 참여했던 자와 그의 과부와 고아를 돌보고, 우리 자신과 모든 국가들 사이에 정의롭고 영원한 평화를 이루고 소중히 할 수 있는 모든 것을 하도록 노력합시다.
이 연설에 참석한 사람들 중에는 배우 존 윌크스 부스도 있었는데, 그는 링컨의 두 번째 취임식 후 한 달여 만인 1865년 4월 14일에 그를 암살했다.

## 부통령 선서 및 취임 연설
대통령이 취임 선서를 하기 전에, 부통령 당선자 앤드루 존슨은 상원 회의실에서 취임 선서를 했다. 존슨은 장티푸스 통증을 완화하기 위해 술을 마셨는데(나중에 그가 설명했듯이), 상원 회의실에서 두서없는 연설을 했고 명백히 취한 것처럼 보였다. 장티푸스에 대한 독립적인 증거는 없지만, 존슨은 취임식 전날 밤에 술을 마시고 다음 날 아침 해니벌 햄린의 사무실에서 위스키 몇 잔을 마신 것은 분명하다. 행사 도중 존슨은 해군 장관의 이름을 다시 알려달라고 요청했고, 선서를 할 성경에 극적으로 입을 맞췄다. 역사가 에릭 포너는 이 취임식을 "존슨에게는 재앙"이며 그의 연설은 "링컨의 기억에 남을 두 번째 취임 연설의 불행한 서곡"이라고 평했다. 당시 존슨은 언론에서 "술 취한 광대"로 조롱당했으며, 존슨의 퍼포먼스는 굴욕적인 대실패로 기억되고 있다. 링컨은 "그저 몹시 슬퍼 보였다."

## 같이 보기
- 에이브러햄 링컨 행정부
- 1861년 에이브러햄 링컨 대통령 취임식
- 앤드루 존슨 대통령 취임식
- 1864년 미국 대통령 선거
- 링컨 성경
- 월트 휘트먼과 에이브러햄 링컨

## 추가 자료
- Burt, John. "Collective Guilt in Lincoln's Second Inaugural Address." American Political Thought 4.3 (2015): 467–88.
- Trefousse, Hans L. Andrew Johnson: A Biography (1989). ISBN 0-393-31742-0 online edition 보관됨 2011-06-23 - 웨이백 머신
- Weiner, Greg. "Of Prudence and Principle: Reflections on Lincoln's Second Inaugural at 150." Society 52.6 (2015): 604–10.
- White, Ronald C. Lincoln's Greatest Speech: The Second Inaugural (2006)

- Achorn, Edward (2020). 《Every Drop of Blood: The Momentous Second Inauguration of Abraham Lincoln》 (미국 영어). Grove Atlantic. ISBN 9780802148766.